# HD 122563
HD 122563 là một ngôi sao khổng lồ đỏ cực kỳ nghèo kim loại và là một ngôi sao nghèo kim loại sáng nhất trên bầu trời. Hàm lượng nguyên tố nặng thấp của nó lần đầu tiên được công nhận bằng phân tích quang phổ vào năm 1963. Trong hơn hai mươi năm, nó là ngôi sao nghèo kim loại nhất được biết đến, nó nghèo kim loại hơn bất kỳ cụm sao cầu nào đã được biết đến, và đó là ví dụ dễ tiếp cận nhất của một ngôi sao dân số II hay Halo cực đoan.
Là ngôi sao nghèo kim loại cực đoan nhất đã được biết đến, thành phần của HD 122563 rất quan trọng trong việc hạn chế các lý thuyết cho tiến hóa hóa học thiên hà; đặc biệt, các đặc thù thành phần của nó đã cung cấp các biển chỉ dẫn để hiểu được sự tích tụ của các nguyên tố nặng bằng cách tổng hợp hạt nhân sao trong Thiên hà. Ví dụ, nó có lượng oxy dư thừa, [O / Fe] = +0,6, mà trong khi tỷ lệ của strontium, ytri, zirconium, barium và các nguyên tố lanthanide cho thấy rằng quá trình S không đóng góp cho vật liệu có mặt trong ngôi sao: trong HD 122563, tất cả các yếu tố này là sản phẩm của quá trình R thay thế. Hàm ý là ngôi sao hình thành tại một thời điểm và nơi không có đủ thời gian để bất kỳ thế hệ sao trước nào tạo ra các nguyên tố s-process, mặc dù đã có vật liệu xử lý r.

## Loại quang phổ
Loại quang phổ của HD 122563 là một trong những đặc điểm ban đầu chỉ ra được tính đặc thù của nó. Trong Danh mục Sao phát sáng, loại quang phổ của nó được đưa ra là F8 IV, nhưng chỉ số màu của nó cho thấy nhiệt độ bề mặt mát hơn nhiều so với một ngôi sao F8. Do loại quang phổ của một ngôi sao trong chế độ sao A đến K được đánh giá bằng cường độ tương đối của các vạch hấp thụ của các kim loại so với các vạch Balmer hydro, sự thiếu hụt kim loại cực đoan dẫn đến các vạch kim loại yếu và tạo ra loại quang phổ sớm. Nếu phân loại quang phổ được thực hiện bao gồm thiếu kim loại, kết quả là loại muộn hơn, G8 II Fe-5.